# Tachinus rufipennis
Tachinus rufipennis är en skalbaggsart som beskrevs av Leonard Gyllenhaal 1810. Tachinus rufipennis ingår i släktet Tachinus, och familjen kortvingar. Arten är reproducerande i Sverige.